# Суворина, Анна Ивановна
Анна Ивановна Суворина, урождённая Баранова (1840  — 19 сентября 1873, Санкт-Петербург) — русская переводчица и публицистка; первая жена известного журналиста и издателя Алексея Сергеевича Суворина.
Анна Ивановна сыграла немалую роль в карьере своего супруга как будущего «медиамагната»: так, например, именно она настояла на переезде в Москву, куда Суворина секретарём редакции пригласила издательница еженедельника.

Сам Суворин в своем дневнике писал: 
«В Давыдове Анюта, беременная Лелей, ходила в Москву пешком закладывать серебро, которого у нас было немного, и снимала дорогой башмаки, чтобы их сберечь. Денег у неё совсем не было. <…> Графиня Салиас стала со мной переписываться и звала в Москву. Я в это время хотел держать экзамены, чтобы поступить учителем в министерстве народного просвещения. Мне все это советовали, только Анюта просила меня не терять времени и ехать. <…> без Анюты, которая подбивала меня, ободряла и, вообще, имела на меня большое влияние, я, вероятно, так в Боброве и проспал бы целую жизнь. Когда мне предложили перейти из бобровского училища в воронежское, я мимоходом сказал об этом Анюте. А она заставила меня ехать в Воронеж и хлопотать. С предложением графини Салиас было то же самое. Она нимало не задумывалась, что надо ехать в Москву.

На этих днях умер Анат. Богданов. У него в доме жила Анюта, когда я уехал к Коршу в „СПБ. Ведомости“ в Петербург. Случился пожар. Она ни на минуту не потерялась. Вынесла детей (было трое), уложила, что можно было, и всё не торопясь. Богданов принял в ней участие и поместил её в другом своём доме, временно, где я был на Святой, когда на первые три дня приезжал в Москву (1863 г.). Анюта в это время слушала акушерство и управлялась с детьми и лекциями, нанимая только кухарку. Она сама убирала комнаты и мыла полы. Раз Богданов застал её за этим занятием и она, смеясь, рассказала мне, как она сконфузилась».

## Биография
Анна Суворина (Баранова) родилась в 1840 году в купеческой семье. Вместе с Еленой Лихачевой, с которой её связывала тесная дружба, перевела и составила ряд популярных детских книг, в частности «Путешествие к центру Земли» Жюля Верна с приложением статьи: «Очерк происхождения и развития земного шара, с рисунками первобытных растений и животных» (СПб., 1865 год); в этой статье, в основу которой были положены данные, добытые наукой того времени, цензура усмотрела признаки «вредного влияния» на детей, и циркуляром по Московскому учебному округу было запрещено приобретать всю книгу для библиотек казенных учебных заведений.
Изданный подругами сборник «Для чтения», принятый печатью весьма одобрительно, со стороны одной её части встретил резкие нападки и был окрещен «нигилистическим». Отпор этим неосновательным придиркам Суворина и Лихачева дали в своем ответе издат. «Современной Летописи» («Санкт-Петербургские ведомости», 1866 год, № 123).
19 сентября 1873 года в петербургской гостинице «Belle Vue» Анна Ивановна Суворина была убита (смертельно ранена) влюбленным в нее офицером-артиллеристом в отставке, кандидатом права Санкт-Петербургского университета Тимофеем Ивановичем Комаровым, который после совершенного, застрелился сам.
В браке с А.С.Сувориным было пятеро детей. Сыновья Михаил и Алексей пошли по стопам родителей, став литераторами и издателями.

## Издания
- «Путешествие к центру Земли» Жюля Верна (с франц.; СПб., 1865);
- «История французской революции», Франсуа Минье (перев. с франц., СПб., 1866);
- «Слуги желудка» Жана Масе́ (с франц., СПб., 1866—67, 2-е изд., 1870);
- «Для чтения. Сборник повестей и рассказов, стихотворений и популярных статей для детей» (СПб., 1866);
- «Великие явления и очерки природы» (СПб., 1866—67; 2-е изд., 1874);
- «Австралия. История открытия и колонизация» (с нем., СПб., 1871) и др.